# Nahawa Doumbia
Nahawa Doumbia, née en 1960 à Mafélé, près de la frontière de la Côte d'Ivoire, est une chanteuse malienne.

## Biographie
Elle grandit à Bougouni, chef-lieu du Wassoulou, au sud de Bamako, au sein d'une famille n'appartenant pas à une caste de chanteurs. Elle se fait un nom en participant à plusieurs concours régionaux et locaux comme les Semaines de la Jeunesse et la Biennale de la Jeunesse. Elle participe aussi au Concours Découvertes RFI,, et gagne la première place à un concours national avec la chanson Tinye de be laban (La vérité triomphe toujours).
A 22 ans, en 1982, elle publie son premier album La grande cantatrice malienne accompagnée par son mari N'gou Bagayoko à la guitare,.
La même année, elle sort un deuxième album, Vol 2, ainsi qu'un troisième, La grande cantatrice malienne Vol 3, avec une fusion entre instruments traditionnels et sons électriques, et s'appuyant sur les rythmes de sa région, le Wassoulou,. Les enregistrements se succèdent ensuite.
Nahawa Doumbia est depuis les années 1980 une des chanteuses les plus populaires du Mali,.
Pour Henri Lecomte, ethnomusicologue, producteur, et réalisateur de documentaire de l'institut national des langues et civilisations orientales, « Elle chante l’amour, mais aussi les conditions de vie parfois difficiles de la femme malienne, notamment la polygamie ou les mariages forcés. L’alliance du respect de la tradition à une volonté de faire évoluer les mœurs fait de Nahawa Doumbia une chanteuse des plus attachantes, comme en témoigne le succès de plus en plus grand qui accompagne sa carrière ».

## Discographie
- La grande cantatrice malienne (1982)
- La grande cantatrice malienne Vol 2 (1982), AS Records
- La grande cantatrice malienne Vol 3 (1982), AS Records
- Kourouni
- Kôrôdia
- Didadi (1987), Syllart Records
- Nyama Toutou (1987), Stern's Africa
- Mangoni (1992), Stern's Music
- Yankaw (1997), Cobalt
- Yaala (1999), Mali K7 SA
- Bougouni (1999), Sonodisc, Syllart Production
- Diby (2004), Cobalt
- Kabako (2014), Camara Production
- Kulu (2016), Frikyiwa
- Kanawa (2021)